# Kultura elektroniczna
Kultura elektroniczna – kultura najwyższych form rozwojowych cywilizacji ludzkiej, dla których zaistnienia niezbędnym warunkiem jest możliwość jednoznacznego utrwalania myśli ludzkiej, oraz przekazywania jej na odległość. Ważną rolę odgrywają przekazy w formie elektronicznej. Przykładem tej kultury mogą być teksty internetowe.